# Elecciones al Parlamento Europeo de 1979 (Países Bajos)
En las elecciones al Parlamento Europeo de 1979 en los Países Bajos, celebradas en el 7 de junio de 1979, se escogió a los 25 representantes de dicho país para la primera legislatura del Parlamento Europeo.

## Resultados
| Datos de participación | Datos de participación | Datos de participación |
| ---------------------- | ---------------------- | ---------------------- |
| Censo electoral        | 9.808.176              | 100%                   |
| Votantes               | 5.700.603              | 58,1                   |
| Abstención             | 4.107.573              | 41,9                   |
| A candidatura          | 5.667.303              | 99,4                   |

| ← Elecciones al Parlamento Europeo de 1979 →          |           |       |         |
| Partido                                               | Votos     | %     | Escaños |
| Llamada Demócrata Cristiana (CDA)                     | 2.017.743 | 35,60 | 10      |
| Partido del Trabajo (PvdA)                            | 1.722.240 | 30,39 | 9       |
| Partido Popular por la Libertad y la Democracia (VVD) | 914.787   | 16,14 | 4       |
| Demócratas 66 (D'66)                                  | 511.967   | 9,03  | 2       |
| Partido Político Reformado (SGP)                      | 126.412   | 2,23  | 0       |
| Partido Comunista de los Países Bajos (CPN)           | 97.343    | 1,72  | 0       |
| Partido Socialista Pacifista (PSP)                    | 97.243    | 1,72  | 0       |
| Partido Político Radical (PPR)                        | 92.055    | 1,62  | 0       |
| Alianza Política Reformada (GPV)                      | 62.610    | 1,10  | 0       |
| Lista Leschot (LL)                                    | 24.903    | 0,44  | 0       |
| Total                                                 |           |       | 25      |